# Corothamus
Corothamus là một chi thực vật có hoa trong họ Đậu.